# Albert Baur (Ingenieur)
Albert Baur (* 11. Juli 1920 in Zöschlingsweiler; † 13. April 2012) war ein deutscher Bauingenieur und Fachbuchautor.

## Werdegang
Seine Eltern zogen 1925 nach Stuttgart, wo er 1939 am Dillmann-Realgymnasium das Abitur ablegte. Ab April 1939 folgten Reichsarbeitsdienst, Wehrdienst und Kriegsgefangenschaft. Ab 1946 studierte er Bauingenieurwesen an der Technischen Hochschule Stuttgart. Er schloss das Studium 1949 mit seiner Diplomarbeit zum Thema über „Energiewirtschaftliche Untersuchungen und einem Vorentwurf für eine Zusammenfassung der brachliegenden Wasserkräfte der Schwarze und Mettma wie denen der Oberen Alb und allen wirtschaftlichen Beileitungen“ ab. Es folgten berufliche Stationen in der Wirtschaft und der Verwaltung. 1959 wechselte Baur zur Ingenieurgesellschaft Vedewa in Stuttgart, deren Verbandsbaudirektor er später wurde. In dieser Funktion verantwortete er viele Wasserturm-Bauten. Baur schrieb Fachbücher über Brunnen, Wasserspiele und Wassertürme sowie Beiträge zur Geschichte der Wasserversorgung.

## Ehrungen
- 1984: Verdienstkreuz am Bande der Bundesrepublik Deutschland
- 1984: Ehrenmitglied des Deutschen Vereins des Gas- und Wasserfaches[2]
- 2004: Frontinus-Medaille der Frontinus-Gesellschaft

## Veröffentlichungen

### Bücher
- mit Karl Becker und Carl-Heinz Burchard: 50 Jahre im Dienste der kommunalen Daseinsvorsorge. Die Geschichte des Vedewa als kommunaler Selbsthilfeorganisation nach Schilderungen. Vedewa, Stuttgart 1981.
- Brunnen. Quellen des Lebens und der Freude. Technik, Geschichte, Geschichten. Oldenbourg Verlag, 1989, ISBN 3-8356-6409-3.
- Wasserspiele für Götter, Fürsten und Volk. Oldenbourg Verlag, 1992, ISBN 3-486-26284-X.
- Zauber des Wassers. Ein Führer zu den Wasserspielen im Schlosspark zu Schwetzingen. Schimper-Verlag, Schwetzingen 1994, ISBN 3-87742-078-8.
- (mit Jens U. Schmidt und Günther Bosch) Wassertürme in Baden-Württemberg. Land der Wassertürme. Regia-Verlag, Cottbus 2009, ISBN 978-3-86929-002-7.
- (mit Klaus Grewe, Harald Roscher, Winfried Müller) Wasser im Barock (= Frontinus-Buchreihe Geschichte der Wasserversorgung, Band 6). Mainz 2004, ISBN 3-8053-3331-5.[3][4]

### Aufsätze und Beiträge
- Abschnitt 3 in: Handbuch für Wassermeister. Wissenswertes für den Betrieb von Wasserversorgungsanlagen. Oldenburg Industrieverlag, 1998, ISBN 3-486-26392-7.[5]
- für die Schriftenreihe der Frontinus-Gesellschaft e.V.:
  - in Heft Nr. 11: „Der Hadrian-Aquädukt in Tunesien“,
  - in Heft Nr. 14: „Die Wasserversorgung der antiken Stadt Salamis auf Zypern“
  - in Heft Nr. 15: „Die Yerebatan-Saraji-Zisterne in Istanbul“
  - in Heft Nr. 20: „Vor 125 Jahren: Baubeginn der Alb-Wasserversorgung“ (gemeinsam mit Winfried Müller)